# Донні Волберг
Дональд Едмонд Волберг-молодший (англ. Donald Edmond Wahlberg, Jr.; нар. 17 серпня 1969, Бостон) — американський співак, актор, композитор і продюсер. Учасник колись популярної групи New Kids on the Block і старший брат актора Марка Волберга. Відомий за ролями у фільмах «Шосте чуття», у фільмах «Пила» 2—4 в ролі детектива Еріка Метьюза і в  серіалі «Брати по зброї». Номінант на прайм-тайм премії «Еммі» (2014 та 2015), премію «Вибір народу» (2017) та інші.

## Життєпис
Народився 17 серпня 1969 року в Дорчестері, в околицях Бостона, Массачусетс. Він був восьмим із дев'яти дітей у сім'ї, брати і сестри: Артур, Джим, Пол, Роберт, Трейсі, Мішель, Деббі і молодший — Марк. Мати, Альма Елейн (до шлюбу Доннелі), була банківською службовицею і помічницею медсестри, а батько, Дональд Едмунд Волберг старший, працював водієм вантажівки. Дід по батьковій лінії був шведських кровей, в той час як інші родичі — ірландці.
Волберг зайнявся музикою рано, з першого класу. У середній школі він відвідував курси молодих художників і захопився театром, виступами, написанням сценаріїв і режисурою.

## Фільмографія
Станом на  22.09.2020

| Рік       |    | Українська назва                      | Оригінальна назва                                  | Роль                                      |
| --------- | -- | ------------------------------------- | -------------------------------------------------- | ----------------------------------------- |
| 2010—2020 | с  | Блакитна кровв                        | Blue Bloods                                        | детектив Денні Рейган (218 епізодів)      |
| 2018      | с  | Пізнє шоу зі Стівеном Кольбером       | The Late Show with Stephen Colbert                 | детектив Денні Рейган (1 епізод)          |
| 2017      | с  |                                       | Return of the Mac                                  | Донні (7 епізодів)                        |
| 2016      | с  | Повніший будинок                      | Fuller House                                       | Донні Волберг (1 епізод)                  |
| 2013      | с  |                                       | Boston's Finest                                    | оповідач (8 епізодів)                     |
| 2013      | с  |                                       | Massholes                                          | Донні Волберг (1 епізод)                  |
| 2011      | ф  | Зоонаглядач                           | Zookeeper                                          | Шейн                                      |
| 2010      | с  | Різзолі та Айлз                       | Rizzoli & Isles                                    | л-нт Джої Грант (2 епізоди)               |
| 2010      | с  |                                       | In Plain Sight                                     | Джиммі Маккейб / Джиммі Портер (1 епізод) |
| 2009      | тф | Бункер Гілл                           | Bunker Hill                                        | детектив Майк Моріарті                    |
| 2008      | ф  | Що тебе не вбиває                     | What Doesn't Kill You                              | детектив Моран                            |
| 2008      | ф  | Право на вбивство                     | Righteous Kill                                     | детектив Тед Райлі                        |
| 2008      | вг |                                       | Turok                                              | Шепард (голос)                            |
| 2007      | ф  | Пила 4                                | Saw IV                                             | Ерік Меттьюс                              |
| 2007      | с  |                                       | The Kill Point                                     | капітан Горст Калі (8 епізодів)           |
| 2007      | ф  | Мертва тиша                           | Dead Silence                                       | детектив Ліптон                           |
| 2007      | тф | Імперія Кріса Трояно                  | Kings of South Beach                               | Енді Барнет                               |
| 2006      | с  | Втікачі                               | Runaway                                            | Пол Рейдер (9 епізодів)                   |
| 2006      | ф  | Пила 3                                | Saw III                                            | Ерік Меттьюс                              |
| 2006      | с  | Шлях до 11 вересня (мінісеріал)       | The Path to 9/11                                   | оперативник ЦРУ «Кірк» (2 епізоди)        |
| 2006      | ф  | Поєдинок                              | Annapolis                                          | л-нт Бертон                               |
| 2005      | тф |                                       | N.Y.-70                                            | детектив Майк Раян                        |
| 2005      | ф  | Пила 2                                | Saw II                                             | Ерік Меттьюс                              |
| 2005      | кф | документальний фільм                  | Magnificent Desolation: Walking on the Moon 3D     | командир «Геліума 3» (голос)              |
| 2005      | ф  | Школа танців і зваби Мерилін Готчкісс | Marilyn Hotchkiss' Ballroom Dancing & Charm School | Рендал Іпсвіч                             |
| 2002—2003 | с  |                                       | Boomtown                                           | детектив Джоел Стівенс (24 епізоди)       |
| 2003      | ф  | Ловець снів                           | Dreamcatcher                                       | Даддітс                                   |
| 2002      | ф  | На взводі                             | Triggermen                                         | Террі Меллой                              |
| 2001      | с  |                                       | UC: Undercover                                     | Боббі (1 епізод)                          |
| 2001      | с  | Брати по зброї (мінісеріал)           | Band of Brothers                                   | Карвуд Ліптон (10 епізодів)               |
| 2001      | с  |                                       | Big Apple                                          | Кріс Скотт (7 епізодів)                   |
| 2000      | ф  | Тореадор                              | Bullfighter                                        | Чолло                                     |
| 2000      | ф  | Ювеліри                               | Diamond Men                                        | Боббі Волкер                              |
| 2000      | с  | Практика                              | The Practice                                       | Патрік Руні (1 епізод)                    |
| 1999      | ф  | Шосте чуття                           | The Sixth Sense                                    | Вінсент Грей                              |
| 1999      | тф | Чистилище                             | Purgatory                                          | помічник шерифа Глен / Біллі Кід          |
| 1998      | ф  | Братки                                | Butter                                             | Рік Деймон                                |
| 1998      | ф  |                                       | Southie                                            | Денні Квінн                               |
| 1998      | ф  | Відлік жертв                          | Body Count                                         | бухгалтер                                 |
| 1998      | тф | Небезпечні пасажири потяга 123        | The Taking of Pelham One Two Three                 | пан Грей                                  |
| 1997      | ф  |                                       | Black Circle Boys                                  | Ґреґґо                                    |
| 1996      | ф  | Викуп                                 | Ransom                                             | Каббі Барнс                               |
| 1996      | ф  | Куля                                  | Bullet                                             | «Big Balls»                               |

## Музичні відеокліпи
| Рік  | Назва                              | Виконавець            |
| ---- | ---------------------------------- | --------------------- |
| 2019 | 80s Baby                           | New Kids on the Block |
| 2019 | Boys in the Band (Boy Band Anthem) | New Kids on the Block |
| 2017 | One More Night                     | New Kids on the Block |
| 2013 | The Whisper                        | New Kids on the Block |
| 2013 | Remix — I Like The                 | New Kids on the Block |
| 2009 | 2 in the Morning                   | New Kids on the Block |
| 2008 | Dirty Dancing                      | New Kids on the Block |
| 2008 | Single                             | New Kids on the Block |
| 2008 | Summertime                         | New Kids on the Block |
| 1994 | Never Let You Go                   | New Kids on the Block |
| 1993 | Dirty Dawg                         | New Kids on the Block |
| 1991 | If You Go Away                     | New Kids on the Block |
| 1991 | 2 Legit 2 Quit                     | MC Hammer             |
| 1991 | Call It What You Want              | New Kids on the Block |
| 1990 | Games                              | New Kids on the Block |
| 1990 | Tonight                            | New Kids on the Block |
| 1990 | Step by Step                       | New Kids on the Block |
| 1989 | This One's for the Children        | New Kids on the Block |
| 1989 | Cover Girl                         | New Kids on the Block |
| 1989 | Hangin' Tough                      | New Kids on the Block |
| 1989 | I'll Be Loving You (Forever)       | New Kids on the Block |
| 1988 | Please Don't Go Girl, Version 2    | New Kids on the Block |
| 1988 | You Got It, The Right Stuff        | New Kids on the Block |
| 1988 | Please Don't Go Girl               | New Kids on the Block |